# Max Clara
Max Clara (12 de Fevereiro de 1899, Völs am Schlern, Austro-Hungria – 13 de Março de 1966, Munique) foi um anatomista alemão e membro do partido nazista que conduziu pesquisa com cadáveres de prisioneiros executados.

## História de vida
Clara foi apontado à cadeira de anatomia na Universidade de em 1935. Clara é conhecido por ter laços íntimos com o partido nazista, baseando muito de seu trabalho em seus estudos de corpos de prisioneiros executados, sem o consentimento de suas famílias. Seu principal trabalho, "Das Nervensystem des Menschen" (O sistema nervoso humano) foi publicado em 1942 em Leipzig durante a ditadura do Terceiro Reich.
Em 1937, ele descobriu células previamente desconhecidas nos pulmões humanos, para as quais foram dadas o epônimo células de Clara; e porque isso foi considerado como uma honraria a ele, em 2013 jornais médicos começaram um período de transição de dois anos mudando seu nome de "células de Clara" para "células em clava".

## Atividade política
Clara foi um membro ativo do partido nazista, e virou professor na Universidade de Leipzig devido ao suporte de Max de Crinis. Ele subsequentemente propôs reformas à Lei alemã que proibia o uso científico de cadáveres humanos sem o consentimento da família do falecido; ele também propôs que, até que tais medidas pudessem ser implementadas, pesquisadores deveriam preservar a aparência externa do cadáver para que a família do falecido não notasse o que tinha sido feito a ele.
Depois do fim da Segunda Guerra Mundial, Clara foi oficialmente desnazificado e subsequentemente ensinou na Universidade de Instanbul.